# Heide Gluesing-Luerssen
 Heide Gluesing-Luerssen (* 1961 in Brake (Unterweser)) ist eine deutsche Mathematikerin und Hochschullehrerin. Sie ist Professorin an der University of Kentucky und hat sich auf algebraische Codierungstheorie spezialisiert.

## Leben und Werk
Gluesing-Luerssen studierte Mathematik von 1980 bis 1986 an der Carl von Ossietzky Universität Oldenburg, wo sie 1986 ihr Diplom erhielt. Sie promovierte 1991 bei Diederich Hinrichsen an der Universität Bremen mit der Dissertation:Gruppenaktionen in der Theorie singuläre Systeme. Anschließend lehrte sie von 1993 bis 2004 am Mathematik-Institut der Universität Oldenburg. Dort habilitierte sie 2000 in Mathematik. Zwischenzeitlich lehrte sie als Visiting Assistant Professorin von 1997 bis 1999 am Department of Mathematics an der Universität Notre Dame in Indiana und von 2001 bis 2004 an der University of Kentucky. Im Wintersemester 2002/2003 war sie Gastprofessorin an der Otto-von-Guericke-Universität Magdeburg, von 2003 bis 2004 an der University of Kentucky, von 2004 bis 2006 an der Universiteit Groningen und von 2007 bis 2008 an der University of Kentucky. Anschließend war sie dort bis 2015 Associate Professorin und wurde anschließend Professorin im Department of Mathematics.

## Mitglied in Editorial Boards bei wissenschaftlichen Zeitschriften
- seit 2016: Linear Algebra and its Applications
- seit 2016: SIAM Journal on Applied Algebra and Geometry
- seit 2006: Advances in Mathematics of Communications
- 2003 – 2014: SIAM Journal on Control and Optimization

## Veröffentlichungen (Auswahl)
- Linear Delay-Differential Systems with Commensurate Delays: An Algebraic Approach; Lecture Notes in Mathematics 1770, Springer, 2002, ISBN 978-3-540-42821-3